# Montalbano (mont)
Pour les articles homonymes, voir Montalbano.
Le Montalbano (Monte Albano) est un relief montagneux qui s'étend sur plus de 16 000 ha entre les provinces de Pistoia et de Prato et la ville métropolitaine de Florence.
Il comprend les territoires des communes de Serravalle Pistoiese, Monsummano Terme, Larciano, Lamporecchio, Quarrata, Carmignano, Poggio a Caiano, Signa, Montelupo Fiorentino, Capraia e Limite, Vinci et Cerreto Guidi.
Son système collinaire sépare  le Valdarno supérieur du   Valdarno inférieur et atteint l'altitude de 638 m.